# Гронингенский университет
Гронингенский университет (Университет Гронингена, нидерл. Rijksuniversiteit Groningen) — один из самых престижных и в то же время крупнейших и старейших университетов в Нидерландах. Расположен в одноимённом городе. Основан в 1614 году, с тех пор выпустил более 100 000 студентов. Имеет 9 факультетов и 9 межфакультетских научно-исследовательских центров и институтов. Является членом группы Коимбра. Первым ректором университета был Уббо Эммиус.

## Факты и цифры
Включает в свой состав Медицинский университет — больница Гронингена (UMCG).
- 30.041 студента
- 6254 студентов первого года обучения
- 491 профессора (включая UMCG)
- 1758 аспирантов (включая UMCG)
- 5608 сотрудников (включая UMCG)

- 9 факультетов, 15 аспирантур
- 55 бакалаврских и 111 магистрских программ обучения
- 642 млн евро годовой оборот[3]

Все данные по состоянию на 1 сентября 2014 года. Университет Гронингена входит в первую тройку европейских университетов в областях: экология, науки о материалах, химия, астрономия. Другие сильные исследовательские группы специализируются в области: нанотехнологий, физики, молекулярной биологии, микробиологии, медицинских наук, неврологии, социологии, философии, теологии, археологии и искусства. Каждый год более чем 5000 публикаций исследований поступают в печать, и в среднем 260 аспирантов удостаиваются докторской степени.

## Факультеты
- Факультет искусств;
- Факультет математики и естественных наук;
- Факультет медицинских наук;
- Факультет наук о пространстве;
- Факультет поведенческих и социальных наук;
- Факультет права;
- Факультет теологии и религиозных исследований;
- Факультет философии;
- Факультет экономики и бизнеса;

## Известные преподаватели
- Франклин Рудольф Анкерсмит, историк.
- Иоганн Бернулли, пионер в области исчисления.
- Бьянки-Бандинелли, Рануччо — археолог и историк культуры.
- Кейс Верхейл — филолог-славист, переводчик, автор исторических романов.
- Якобус Каптейн, первооткрыватель доказательства вращения галактик.
- Виллем Фредерик Херманс, писатель.
- Йохан Хёйзинга, историк.
- Фриц Цернике, лауреат Нобелевской премии по физике.
- Феринга, Бернард, лауреат Нобелевской премии по химии.

## Известные выпускники
- Иоганн Генрих Альтинг (1583—1644) — немецкий богослов.
- Антони Кристиан Винанд Старинг (1767—1840) — нидерландский писатель и поэт.
- Роберт Грун — гребец, призёр чемпионата Европы по академической гребле 1963 и 1964 года.
- Вим Дуйзенберг — первый президент Европейского центрального банка.
- Вюббо Оккелс — первый голландский астронавт.
- Эдгарс Ринкевичс — министр иностранных дел Латвии.
- Питер Йеллес Трульстра (1860—1930) — нидерландский политический деятель, писатель.
- Алетта Якобс, первая студентка университета в Нидерландах.